# Valentin Inzko
Valentin Inzko (Klagenfurt am Wörthersee, 22 maggio 1949) è un politico e diplomatico austriaco.
È di origini carinzio-slovene.
Dal marzo 2009 al 31 luglio 2021 è stato Alto Rappresentante (OHR) per la Bosnia ed Erzegovina, ossia è la più alta autorità civile del Paese, a cui spettano dei compiti di controllo, di monitoraggio e supervisione relativi all'Annesso X dell'Accordo di Dayton del dicembre 1995, nonché potere di imposizione di provvedimenti legislativi e di rimozione di pubblici funzionari che ostacolino l'attuazione della pace.
Dal marzo 2009 al settembre 2011 ha anche lavorato come EUSR, figura di emissario speciale dell'Unione europea sempre in Bosnia-Erzegovina.